# Olegario Boavida
Olegario Barreto Hornai Pereira Boavida de Araujo (* 24. Oktober 1994 in Dili, Osttimor), auch in der Schreibweise Olegario Boavida oder kurz Olegario bekannt, ist ein osttimoresischer Fußballspieler auf der Position des Offensiven Mittelfelds. Er ist aktuell für den Hauptstadtklub Karketu Dili und die osttimoresische Fußballnationalmannschaft aktiv.

## Karriere

### Verein
Boavida begann seine Profikarriere im Jahr 2009 im Verein AD Dili Oeste in der damals erstklassigen Super Liga. Für den Verein blieb er bis 2012 aktiv, konnte jedoch keine Erfolge verzeichnen. 2012 wechselte er zum Stadtrivalen Sport Dili e Benfica, doch auch hier sollten die Erfolge ausbleiben. Nach den Abstieg des Vereins in die Zweitklassigkeit, schloss er sich den Erstligisten Académica FC an. Nach nur einer Saison wurde er zum Ligakonkurrenten Karketu Dili verliehen. Hier gewann er 2017 seinen ersten osttimoresischen Meistertitel. Ein Jahr später wurde er mit Karketu Dili osttimoresischer Vizemeister. Ende 2018 endete die Leihe und er kehrte zum Académica FC zurück. Eine Saison später, stieg Boavida mit den Verein in die zweitklassige Segunda Divisão ab. 2020 wechselte er zurück in die Primeira Divisão und schloss sich den Hauptstadtklub Boavista FC an. In seiner Debütsaison erreichte er mit den Verein den dritten Platz in der K.o.-Phase um die Meisterschaft. Im Nationalen Pokal schied er mit der Mannschaft erst im Halbfinale, gegen den späteren Sieger Lalenok United aus. Zur Saison 2021 wechselte er innerhalb der Liga zurück zu Karketu Dili, mit denen er im ersten Jahr seine zweite Meisterschaft gewann.

### Nationalmannschaft
Sein Debüt für die osttimoresische Fußballnationalmannschaft gab Boavida am 21. November 2010 im Freundschaftsspiel gegen die Auswahl von Indonesien. Zusammen mit Anggisu Barbosa und Eusebio de Almeida war er Teil der Mannschaft, die am 5. Oktober 2012 gegen Kambodscha das erste Länderspiel für die A-Nationalmannschaft Osttimors gewinnen konnte. Er nahm an einen Qualifikationsspiel zur Fußball-Weltmeisterschaft (2018) und an mehreren der Südostasienmeisterschaft (2012, 2016, 2021) teil, konnte jedoch keine nennenswerten Erfolge erzielen. In der Qualifikation zur Asienmeisterschaft 2019 scheiterte er mit der Mannschaft in der zweiten Runde der Playoffs, gegen die Auswahl von Taiwan mit 2:4 nach Hin- und Rückspiel. Seinen bisher letzten Einsatz im Trikot der Nationalelf absolvierte Boavida am 11. Dezember 2021 gegen die Mannschaft der Philippinen.

### Erfolge
Verein
- Osttimoresischer Meister: 2017, 2021